# Frederick Banting
Sir Frederick Grant Banting (Alliston, 1891. november 14. – Musgrave Harbour, 1941. február 21.) kanadai orvos. 1923-ban J.J.R. Macleoddal megosztva orvostudományi Nobel-díjban részesült az inzulin felfedezéséért.

## Tanulmányai
Frederick Banting 1891. november 14-én született a Torontótól 60 km-re északra fekvő Alliston mellett a családi farmon. Szülei középosztálybeli, metodista vallású farmerek voltak: apja William Thompson Banting, anyja pedig Margaret Grant. Frederick a legfiatalabb volt öt gyermekük közül. Nem volt különösebben jó tanuló, nehézségei voltak az allistoni középiskola elvégzésével. 1910-ben beiratkozott a Torontói Egyetemre, hogy papnak tanuljon. Az első évben megbukott ezért 1912-ben átment az egyetem orvosi szakára, ahol valamivel alacsonyabbak voltak a követelmények. Medikusként jobban teljesített, de nem tűnt ki évfolyamtársai közül. Az első világháború kitörése után, 1914 augusztusában Banting jelentkezett a hadseregbe, de rossz szeme miatt nem vették fel. A háború előrehaladtával egyre nagyobb szükség volt az orvosokra, ezért évfolyama gyorsított képzésben részesült és 1917 helyett 1916 decemberében kapták meg diplomájukat. Banting már másnap jelentkezett a katonai szolgálatra.
Angliába szállították, ahol katonai kórházakban dolgozott és fejleszthette sebészi képességeit. 1918 nyarán a 4. kanadai hadosztály katonaorvosaként a frontra küldték és szeptemberben, a cambrai-i csatában egy gránátszilánktól megsebesült a jobb karján. Sérülése ellenére még tizenhat órán át ellátta a többi sebesültet, míg kollégái meg nem állították. Egy angliai kórházban lábadozott és kitüntették a Hadikereszttel. 1919 februárjában visszatért Kanadába. 

## Az inzulin felfedezése
Banting Kanadában a torontói gyermekkórházban sebészeti gyakorlatot végzett, majd – mivel a kórház nem vette fel állományba – az ontariói Londonban kezdett ortopédiai magánpraxisba. A praxis keveset jövedelmezett, ezért kiegészítésképpen a Nyugat-ontariói Egyetem részmunkaidős élettandemonstrátoraként is dolgozott és akvarelleket is festett, amiket azonban nem tudott eladni.
1920. október 31-ének estéjén az előadására készülve orvosi cikkeket olvasott és eszébe jutott egy módszer, miképp lehetne izolálni a hasnyálmirigy által kiválasztott anyagot. Azt már addig is gyanították, hogy a hasnyálmirigy valahogyan szabályozza a vércukorszintet, és ha sikerülne izolálnia a szabályzásért felelős vegyületet (aminek létezését többen feltételezték és már el is nevezték inzulinnak, bár mibenlétéről semmit sem tudtak), akkor fel lehetett volna használni a cukorbetegség gyógyítására. Az izolálást azonban lehetetlenné tette a hasnyálmirigy által termelt fehérjebontó enzim, a tripszin. Banting azt az információt találta az orvosi irodalomban, hogy ha a hasnyálmirigy-vezetéket elzárják, a tripszintermelő sejtek elhalnak, de a Langerhans-szigetek sejtjei megmaradnak; így az az ötlete támadt, hogy hagyni kell az előbbieket elhalni, így lehetővé válik az inzulin izolálása. Másnap reggel megbeszélte ötletét az egyetem élettanprofesszorával, aki azt javasolta, hogy a Torontói Egyetemen keressen munkatársakat. 

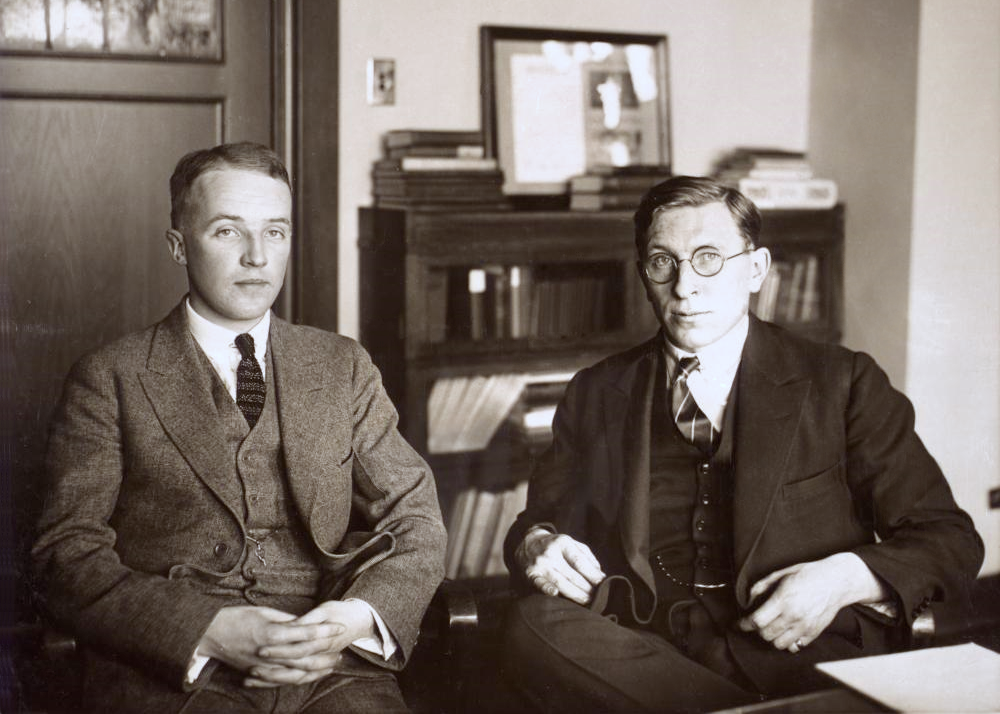
Banting (jobbra) és Charles Best 1924 körül

Torontóban J.J.R. Macleod professzorral vette fel a kapcsolatot, aki nem volt túlságosan lelkes (ő úgy vélte, hogy a vércukor szintjét az idegrendszer szabályozza), de 1921 májusában adott Bantingnak egy asztalt a laboratóriumában és segédként rendelkezésére bocsátotta tanítványát, Charles Bestet. Macleod aztán elutazott Skóciába vakációra. Banting feladta londoni állását, hogy végezhesse kísérleteit de a kezdeti eredmények nem voltak biztatóak. Mire Macleod visszatért, már ki tudta mutatni, hogy extraktuma a hasnyálmirigyirtott kutyákban leviszi a vércukor szintjét. Az eredmény nem volt teljesen meggyőző, de elég volt ahhoz, hogy Macleod kibővítse a csapatot (többek között James Collip biokémikussal) és fizetős állásra vegye fel Bantingot. 1921 őszén és telén szorgos munkával sikerült izolálniuk az inzulint. 1922 januárjában az első klinikai tesztre is sor került: a 14 éves, cukorbetegségben szenvedő Leonard Thompson állapota látványosan javult Banting anyagának beinjekciózása után. A visszahúzódó, nyers modorú Banting eközben egyre inkább úgy érezte, hogy a tapasztalt, jó szónoki képességekkel rendelkező Macleod el akarja lopni az ő ötletét. Konfliktusuk odáig fajult, hogy el sem ment az Amerikai Orvosok Társaságának 1923 májusi konferenciájára, ahol Macleod bejelentette a felfedezést, és amit az orvosok felállva ünnepeltek.
A számtalan cukorbeteg életét megmentő (ha nem is gyógyító) felfedezés azonnali szenzációt keltett és a Nobel-díj Bizottság az az évi orvostudományi díjat fele-fele arányban megosztva Bantingnak és Macleodnak ítélte. Banting (aki ekkor csak 31 éves volt, amivel máig a legfiatalabb orvosi Nobel-díjas) a pénzjutalom felét Bestnek adta, Macleod pedig az ő részét Collippal osztotta meg. Az ontariói kormány 7500 dolláros évjáradékot szavazott meg Bantingnak és a Torontói Egyetem kinevezte orvoskutatói professzorának (a tisztséget az ő számára hozták létre). A négy kutató úgy döntött, hogy bár ezzel valószínűleg nagy vagyonról mondanak le, nem szabadalmaztatják az inzulint, hogy a gyógyszer minél előbb és minél elérhetőbb áron kerüljön a betegekhez.

## Későbbi pályafutása

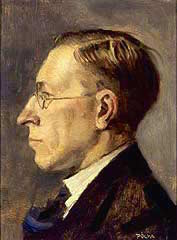
Pólya Tibor portréja Frederick Bantingról (1925)

A közvélemény további látványos felfedezéseket várt a nemzeti hősnek kikiáltott Bantingtól, aki egyre inkább érezte oktatása képzettsége hiányosságait. Az általa összeállított kutatócsoporttal jelentősebb eredmény nélkül próbálkozott a rák gyógyításával, a vízbefúltak újraélesztésével; a szilikózis kezelésében azonban sikerült előrelépést elérniük. 1938-ban a kanadai légierő felkérte, hogy végezzen vizsgálatokat a nagy magasságban végrehajtott repülések élettani hatásairól; főleg a pilóták eszméletvesztése aggasztotta a parancsnokságot. A háborús feszültség egyre nőtt és Banting Kanadában elsőként végzett kísérleteket vegyi és biológiai fegyverekkel. 

## Elismerései
Frederick Banting életében és utána is az egyik legismertebb kanadai volt, aki máig állandó szereplője a "leghíresebb kanadai"-típusú közvéleménykutatásoknak. Kitüntetései:
- Hadikereszt (1918)
- A Torontói Egyetem Reeve-díja (1922)
- Fiziológiai és orvostudományi Nobel-díj (1923)
- V. György király lovaggá ütötte (1934)

Több kanadai és külföldi tudományos társaság tagja volt, többek között a Brit és az Amerikai Élettani Társaságnak és az Amerikai Gyógyszerészeti Társaságnak. 1935-től a Royal Society tagja. Számos egyetem fogadta díszdoktorává. Szülőháza és londoni háza ma múzeum. Az ő nevét viseli a Banting-kráter a Holdon.

## Magánélete

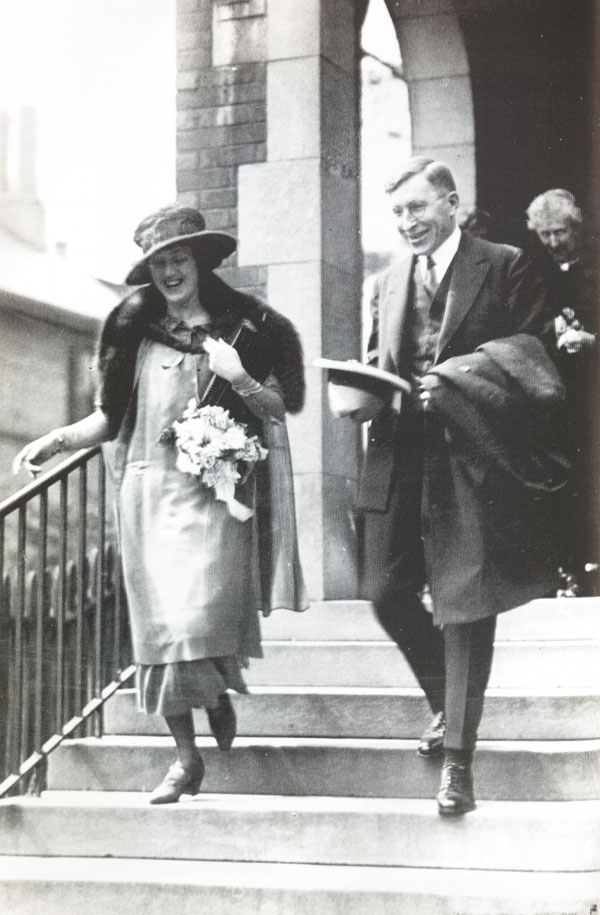
Banting és első felesége az esküvőjük napján

Banting nehezen viselte az inzulin felfedezése körülötti stresszt és többeknek is elmondta, hogy ha a kutatások sikertelenek lesznek, öngyilkos lesz. A feszültség miatt végleg szakított gyerekkori szerelmével, Edith Roach-csal, akivel korábban hol eljegyezték egymást, hol szakítottak. A siker után nehezen dolgozta fel, hogy ünnepelt hírességgé vált.
1924-ben feleségül vette Marion Robertsont, aki a torontói városi kórházban volt röntgenasszisztens, azonban hamar rájöttek, hogy elsiették a házasságot, mert túlságosan különböztek egymástól. 1929-ben született egy fiuk, William; de röviddel ezután a házasságuk végleg megromlott és 1932-ben elváltak. Banting 1939-ben másodszor is megnősült, a Torontói Egyetem diákját, Henrietta Ballt vette el, aki az ő osztályán dolgozott. Legközelebbi barátai később úgy nyilatkoztak, hogy Banting boldogabb lett volna, ha első szerelmét, Edithet veszi feleségül és kisvárosi orvos lesz belőle.
Banting az ontariói Londonban kezdett el festeni és később összebarátkozott a kanadai hetek tájképfestőivel. Rendszeresen összejártak és Banting sokat átvett festőtechnikájukból és bohém életvitelükből. Több alkalommal is közösen utaztak el túrázni (volt, hogy a sarkkörön túlra), megfelelő témákat keresve a képeikhez. Banting máig fennmaradt olajfestményei és vázlatai több tízezer dollárért kelnek el az aukciókon.

## Halála
Banting volt a második világháborúban a kanadai és a brit kutatók közötti egyik fő összekötő. 1941 februárjában Angliába akart utazni és Új-Fundlandról indult el egy Lockheed Hudson bombázóval. Röviddel a felszállás után a repülőgép motorhibát jelzett és visszafordult, aztán lezuhant. A másodpilóta és a navigátor azonnal meghalt, Banting pedig súlyos sérüléseket szenvedett és másnap, február 21-én ő is elhunyt, még mielőtt az orvosi segítség megérkezhetett volna. Bár felmerült, hogy a repülő náci szabotázs miatt zuhant volna le, az állításokra nem találtak bizonyítékot és Banting angliai útja sem volt különösen fontos.

## Emlékezete
1991 óta a születésnapján, november 14-én tartják a cukorbetegség világnapját.